# Los cisnes (novela)
Los cisnes es una novela del escritor argentino Manuel Mujica Láinez. Fue publicada en 1977 por Editorial Sudamericana.

## Argumento
En una vieja casona de la calle Paraguay, en Buenos Aires, vive un grupo de artistas de características peculiares. Esta el viejo poeta, el fracasado director teatral, la prostituta y pintora naif, el escultor y otros. Por toda la casa hay pinturas y bajorrelieves de cisnes (motivo del título) que parecen generar un extraño y enfermizo clima en el que todos quedan atrapados. Los cisnes tienen un carácter de claves para conocer la verdadera realidad que se esconde en la casa.